# Розенталь, Норман
Норман Розенталь (англ. Norman Rosenthal; род. 1950) — американский психиатр и автор книг, который в 1980-х годах впервые описал явление зимней депрессии или сезонного аффективного расстройства (САР). Является пионером в использовании световой терапии для его лечения.
Розенталь родился и получил образование в Южной Африке и переехал в Соединенные Штаты, чтобы завершить свое медицинское образование. Он начал частную практику и провел 20 лет в качестве исследователя в Национальном институте психического здоровья, где изучал расстройства настроения, сна и биологических ритмов.
Исследование зимней депрессии привело его к написанию книги «Зимний блюз», а также двух других книг по этой теме. В 2011 году Розенталь написал книгу о технике трансцендентальной медитации и провёл исследование о её потенциальном влиянии на посттравматическое стрессовое расстройство (ПТСР). В общей сложности он написал восемь книг, в том числе одну на тему синдрома смены часовых поясов, и опубликовал 200 научных работ.

## Ранние годы и образование
Розенталь родился в Йоханнесбурге (ЮАР), в еврейской семье из Российской империи (ныне Литва). Получил степень «бакалавр медицины, бакалавр хирургии» (эквивалент доктора медицины) из университета Витватерсранда в Йоханнесбурге, и завершил стажировку по внутренней медицине и хирургии в Йоханнесбургской Общей Больнице. Он переехал в Соединенные Штаты в 1976 году, чтобы продолжить свое образование в качестве резидента, а затем стал Главным Резидентом психиатрии в психиатрическом институте штата Нью-Йорк и Колумбийской Пресвитерианской Больницы.

## Карьера
Розенталь начал частную практику в пригороде Вашингтона в 1979 году. В то же время, он начал общение с Фредериком Гудвином в Национальном Институте психического здоровья (НИПЗ) в Бетесде, штат Мэриленд. Это было начало 20-летней карьеры в НИПЗ в качестве исследователя, научного сотрудника и старшего научного сотрудника. Розенталь стал руководителем сезонных исследований в институте и в 1985 году проводил исследования с 160 участниками о влиянии сезонного аффективного расстройства (САР), а позднее изучал психофизиологический феномен «весеннее обострение». В 1990-1991 годах был президентом Общества лечения светом и биологических ритмов.
Розенталь стал соавтором книги «Как победить джетлаг» в 1993 году. В 1998 году он стал клиническим профессором психиатрии в медицинской школе Джорджтауна. Он стал медицинским руководителем Capital Clinical Research Associates в Роквилле, штат Мэриленд в 2001 году и в настоящее время является её генеральным директором. В 2002 году он публиковал книгу «Эмоциональная революция: как новая наука чувств может преобразить вашу жизнь».
В начале своей карьеры Розенталь научился технике трансцендентальной медитации, находясь в Южной Африке, но понял, что в качестве студента и стажёра медицинского факультета у него не было времени на практику. Затем, 35 лет спустя, после того, как у одного из его пациентов стали наблюдаться значительные улучшения в результате использования данной методики, он снова начал практику, а затем стал рекомендовать её своим пациентам. В 2011 году он опубликовал книгу "Трансцендентность: исцеление и трансформация через трансцендентальную медитацию", которая дебютировала под номером семь в списке «Бестселлеры Нью-Йорк Таймс: книги по консультациям в твёрдом переплёте, инструкции и разное». Ранее в этом году Розенталь опубликовал предварительные исследования потенциального влияния ТМ на посттравматическое стрессовое расстройство.
Розенталь написал более 200 научных публикаций и его работы публиковались в изданиях: «Американский журнал психиатрии», «Психиатрические исследования», «Архивы общей психиатрии», «Биологическая психиатрия», «Молекулярная психиатрия» и «Журнал аффективных расстройств». Он продолжает проводить исследования детского и подросткового САР, фармацевтических методов лечения САР и эффектов воздействия светотерапии на сезонное биполярное расстройство и циркадные ритмы. Он часто цитируется в средствах массовой информации в качестве эксперта по теме САР.
Согласно его веб-сайту, Розенталь получил награду Американской психиатрической организации Нью-Йоркского округа за статью, написанную резидентом, награду выпускника психиатрического института за лучшие исследования выполненные стажёром психиатрического института, похвальную медаль Службы общественного здравоохранения, награду Фонда Анны Моники за исследование в сфере депрессии, награду Службы общественного здравоохранения за выдающийся сервис.

### Сезонное аффективное расстройство
Розенталя называют пионером исследований в области сезонного аффективного расстройства. В 1984 году он ввел этот термин и начал изучать использование световой терапии в качестве лечения. Интерес Розенталя к изучению влияния времен года на изменения настроения возник, когда он эмигрировал из мягкого климата Йоханнесбурга в ЮАР на северо-восток США. В качестве резидента в программе психиатрии в психиатрическом институте штата Нью-Йорк, он заметил, что он был более энергичным и продуктивным в течение долгих дней лета по сравнению с более короткими темными зимними днями.
В 1980 году его команда в НИПЗ признала пациента с депрессией, который наблюдал сезонные изменения внутри себя, и посчитала, что предыдущие исследования относительно выпуска мелатонина в ночное время могут быть в состоянии помочь ему. Розенталь и его коллеги лечили пациента ярким светом, который помог успешно справиться с депрессией. Они провели дальнейшее исследование, чтобы подтвердить успех. Результаты были опубликованы в 1984 году, официально описывая САР и впервые применяя светотерапию как эффективный метод лечения. Исследования САР и светотерапии неубедительны и в некотором роде спорны, так как не все исследователи согласны с выводами Розенталя об эффекте светотерапии, а также, с тем, в какое время суток свет должен быть применён.
Розенталь написал три книги на тему САР; Сезонные аффективные расстройства и фототерапия (1989), Сезоны разума: почему вы приобретаете зимний блюз и что вы можете с этим поделать (1989) и Зимний блюз (2005). В результате его исследований и публикаций, «теперь уже широко признано, что зимняя депрессия имеет прочную медицинскую основу, включая изменения в центрах настроения в организме», связанные с воздействием света. Розенталь позже определил форму обратного САР, который испытывают некоторые люди в летний сезон.

## Книги
1. Seasonal Affective Disorders and Phototherapy, edited with M. Blehar, New York: Guilford Press, 1989.
2. Seasons of the Mind: Why You Get the Winter Blues and What You Can Do About It, New York: Bantam Books, 1989.
3. How to Beat Jet Lag, co-authored with D.A.Oren, W. Reich and T.A. Wehr, New York: Henry Holt, 1993.
4. Winter Blues, New York: Guilford Press, 1993.
5. St. John’s Wort: The Herbal Way to Feeling Good',' New York: Harper Collins, 1998.
6. The Emotional Revolution: How the New Science of Feeling Can Transform Your Life, New York: Citadel, 2002.
7. Transcendence: Healing and Transformation Through Transcendental Meditation, New York: Tarcher/Penguin, 2011.
8. The Gift of Adversity: The Unexpected Benefits of Life’s Difficulties, Setbacks, and Imperfections, New York: Tarcher, 2013.